# Nomada anpingensis
Nomada anpingensis är en biart som beskrevs av Embrik Strand 1913. Nomada anpingensis ingår i släktet gökbin, och familjen långtungebin. Inga underarter finns listade i Catalogue of Life.